# Micropsectra quinaria
Micropsectra quinaria е вид насекомо от разред Двукрили (Diptera), семейство Хирономидни (Chironomidae). Среща се в Германия.